# Atomic Energy of Canada Limited
Atomic Energy of Canada Limited (AECL) ist ein kanadisches Staatsunternehmen und zugleich das größte Nuklearforschungszentrum des Landes. Als Crown Corporation wird es durch Natural Resources Canada überwacht. Der Unternehmenssitz befindet sich in den Chalk River Laboratories, Ontario. Das Unternehmen wurde 1952 gegründet und beschäftigt ca. 3.200 Mitarbeiter. Es erforscht und entwickelt neue Nukleartechnologien für friedliche Zwecke unter Einbindung von Ergebnissen der Physik, Metallurgie, Chemie, Biologie und Ingenieurwissenschaften.
Das Unternehmen arbeitet mit anderen nationalen und internationalen Partnern zusammen, darunter mit Universitäten, verschiedenen kanadisch-staatlichen Forschungseinrichtungen, privaten Forschungszentren und internationalen Behörden wie der Internationalen Atomenergie-Organisation (IAEA). AECL entwickelte die CANDU-Reaktortechnologie und vertrieb diese weltweit bis Oktober 2011. Es wurden bis 2011 mehrere Kraftwerke in Indien, Südkorea, Argentinien, Rumänien und der Volksrepublik China gebaut. 2011 übertrug das Unternehmen die Patentrechte seiner Technologie an das kanadische Energieunternehmen SNC Lavalin. AECL ist Mitglied der World Nuclear Association.
In den 1980er-Jahren baute AECL das Strahlentherapiegerät Therac-25, das durch einen Softwarefehler unter bestimmten Voraussetzungen eine Strahlenüberdosis abgeben konnte. Drei Todesfälle und drei weitere Fälle schwerer körperlicher Schädigungen durch den Gebrauch des Geräts konnten nachgewiesen werden.